# Andrew Cowper Lawson
Andrew Cowper Lawson (* 25. Juli 1861 in Anstruther, Schottland; † 16. Juni 1952 in Berkeley, Kalifornien) war ein Professor der Geologie an der University of California, Berkeley. Er war der Erste, der 1895 in der San Francisco Bay Area die San-Andreas-Verwerfung identifizierte. Von ihm stammt der Name, und er war nach dem Erdbeben von San Francisco 1906 der Erste, der ihre gesamte Länge offenlegte, obwohl er ihre Natur niemals völlig erkannte. Er untersuchte und benannte ebenso den Franciscan-Komplex, eine mehr als 1.000 Kilometer lange, stark zerschuppte Gesteinsabfolge eines ehemaligen Akkretionskeils, die die amerikanische Westküste von Oregon im Norden bis nach Südkalifornien aufbaut. Er war Herausgeber und Mitautor des 1908 veröffentlichten Berichts über das San-Francisco-Erdbeben, der als „Carnegie-“ oder „Lawson-Report“ bekannt wurde.
Lawson zog im Alter von sechs Jahren mit seinen Eltern nach Hamilton, Ontario. 1883 legte er den B.A. in Naturwissenschaften an der University of Toronto ab, den M.A. erhielt er dort im Jahr 1885. Während des Studiums arbeitete er beim Geological Survey of Canada. Den Ph.D. machte er 1888 an der Johns Hopkins University.
1890 verließ er den Geological Survey of Canada, um als beratender Geologe in Vancouver zu arbeiten. Im Oktober desselben Jahres akzeptierte er eine Position als Assistenzprofessor der Mineralogie und Geologie an der University of California in Berkeley. 1892 bekam er eine volle Professur, die er bis 1928 innehatte. 1915 wurde er in die American Academy of Arts and Sciences gewählt, 1924 in die National Academy of Sciences. 1926 war er Präsident der Geological Society of America. Als Professor Emeritus war Lawson beratender Geologe beim Bau der Golden Gate Bridge in den 1930ern.
Sein Haus in der Gegend des La Loma Parks in den Berkeley Hills in Berkeley, Kalifornien, heute „Lawson House“ oder „Fault-Line Villa“ genannt, wurde speziell für ihn vom Architekten Bernard Maybeck als erdbebensicheres Bauwerk entworfen. Das Haus ist heute eine offiziell gekennzeichnete Sehenswürdigkeit.
1938 wurde Lawson die Penrose-Medaille der Geological Society of America verliehen. Das Mineral Lawsonit ist nach ihm benannt.